# Abdon Milanez

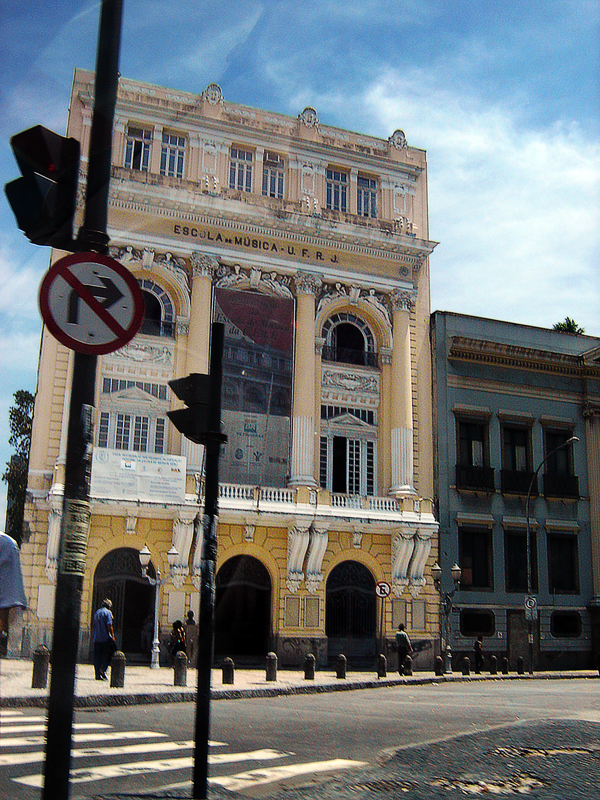
Prédio da Escola de Música do Rio de Janeiro

Abdon Felinto Milanez Jr. (Areia, 10 de agosto de 1858 — Rio de Janeiro, 1 de abril de 1927) foi um engenheiro civil, músico erudito, compositor e administrador brasileiro. Foi diretor da Escola de Música da Universidade Federal do Rio de Janeiro, além de ter sido membro efetivo da Comissão de Propaganda e Expansão Econômica do Brasil na Europa. Como músico, entre várias composições, foi o criador da letra do Hino da Paraíba.
Filho do político Abdon Milanez e da dona Gracinda de Brito Cotegipe Milanez, sua família tem ascendência portuguesa e italiana. Abdon foi agraciado com várias honras ao longo de sua carreira, entre elas «Oficial da Ordem da Coroa», pelo rei Alberto I da Bélgica, e «Cavalheiro da Ordem do Mérito», na Itália.

## Carreira

### Engenharia e administração
Abdon Milanez cursou engenharia na Escola Politécnica do Rio de Janeiro e se formou em 1880, tendo logo ido trabalhar na Companhia Estrada de Ferro Conde D’Eu e na Estrada de Ferro Pedro II, ambas em 1881. Exerceu cargos também na construção do Corcovado, em 1882, e na Comissão Fiscal dos Carris Urbanos, em 1883, assim como na Inspetoria das Terras e Colonização, em 1888. Como responsável técnico, trabalhou no Serviço de Povoamento do Solo em 1907.
Politicamente, foi membro da Comissão de Propaganda e Expansão Econômica do Brasil na Europa, e percorreu vários países, tendo vivido em Genebra, Suíça. Como administrador, foi diretor da então Instituto Nacional de Música do Rio de Janeiro (gestão de 1916–1923), assim como diretor do lazareto da Ilha Grande, no estado do Rio de Janeiro, cargo este que exerceu por poucos meses.

### Música
Paralelamente às outras carreiras, Abdon Milanez foi compositor, pianista, teatrólogo, tendo iniciado sua carreira artística como compositor teatral. Escrevia operetas e revistas representadas com sucesso em teatros como Sant'Ana, Lucinda, Apolo, Fênix, entre outros. Sua primeira obra, a opereta Donzela Teodora, com libreto de Arthur Azevedo, estreou em março de 1886 no Teatro Sant'Ana. Musicou ainda as peças A loteria do amor, de Coelho Neto, O bico do papagaio, de Eduardo Garrido, e A chave do inferno, de Castro Lopes, todas com muito sucesso. Embora não possuísse formação tradicional como compositor e tenha se iniciado no piano tardiamente, em sua fase de estudante, compôs polcas e valsas, publicadas pela Casa Bevilacqua.

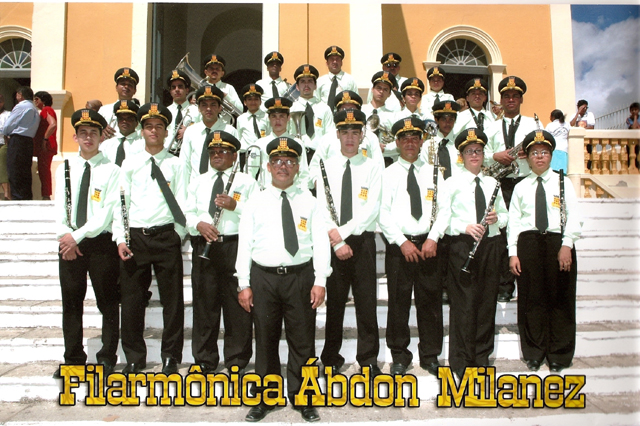
Banda filarmônica de Areia, Paraíba, que leva seu nome.

Escreveu a ópera Primizie, em um ato, com libreto de Heitor Malagutti, que estreou em 1904, no Rio de Janeiro, tendo sido novamente encenada em 1921, no Teatro Municipal carioca. Compôs ainda o Hino da abolição, a Marcha da imprensa, para orquestra e coros, e ainda músicas sacras-missas, te-déums e ladainhas, que eram geralmente executadas na igreja da Cruz dos Militares.
Em 1916, substituiu o compositor Alberto Nepomuceno na direção da Conservatório de Música do Rio de Janeiro, cargo que exerceu até aposentar-se em 1922. Em sua gestão, foi terminada a construção do prédio da Rua do Passeio, tendo sido inaugurado em 1922 o Salão Leopoldo Miguez, uma das mais importantes salas de concertos do país, conhecida pela excelência de sua acústica. Inspirado na Sala Gaveau de Paris, seu interior é decorado com afrescos de Antônio Parreiras e Carlos Oswald. Em 1923, assumiu a direção o Prof. Alfredo Fertin de Vasconcelos, que criou a orquestra do Instituto, cujo principal regente em seus primeiros anos foi o Maestro Francisco Braga.
Além de partituras para operetas e revistas, compôs marchas, valsas, quadrilhas, lundus, entre outros gêneros populares. Em 1927, ano de sua morte, o barítono Roberto Vilmar gravou para a Odeon seu tango canção Ai!.
Entre suas composições, destacam-se: A chave do inferno, A loteria do amor, A princesa flor, Ai!, Comeu!, Donzela Teodora, Herói à força, Hino da abolição, Hino do Estado da Paraíba (música), Marcha da imprensa, Mosca azul, O bico do papagaio, Primizie, Zé-povinho, entre outras.